# Tripos angustus
Tripos angustus is een dinoflagellaat uit de familie Ceratiaceae. De naam van de soort werd in 1934 door A.S. Campbell voor het eerst gepubliceerd als Ceratium angustum.